# Llancarfan
Llancarfan ist eine Community in der Unitary Authority Vale of Glamorgan im Süden von Wales. Der Ort liegt westlich von Barry bei Cowbridge und liegt am Flüsschen The Nant.

## DieSaint Cadoc-Kirche
Die berühmte Saint Cadoc-Kirche, benannt nach einem Abt von Llancarfan, der im 6. Jahrhundert der Kirchengemeinde (clas) vorstand. Ein clas bestand im Unterschied zu Klöstern meist aus einem einzigen Bauwerk, das Kirche, Kloster, Klosterschule und Wirtschaftstrakt unter einem Dach vereinigte. Der großzügige Bau, der im Mittelalter der Benediktinerabtei Gloucester unterstand, besitzt ein Taufbecken und Überreste eines Lettner. Dieser Lettner wurde zu einem Altarretabel (Reredos) umgebaut. 2008 wurde bei Restaurierungsarbeiten unter dem weißen Putz ein mittelalterliches Wandgemälde freigelegt, das eines der drei in Wales aufgefundenen Bilder des Heiligen Georg zeigt.

## Bekannte Einwohner
- Caradoc von Llancarfan (12. Jahrhundert), der Autor einer Biographie des Heiligen Gildas aus dem 12. Jahrhundert, war einer der prominenten Schüler des Klosters.
- Edward Williams (1747–1826), unter dem Namen Iolo Morgannwg ein walisischer Altertumsforscher, Dichter, Autor und Handschriftensammler, der besonders durch einige Fälschungen angeblich alter Literaturwerke bekannt wurde.

## Bildergalerie

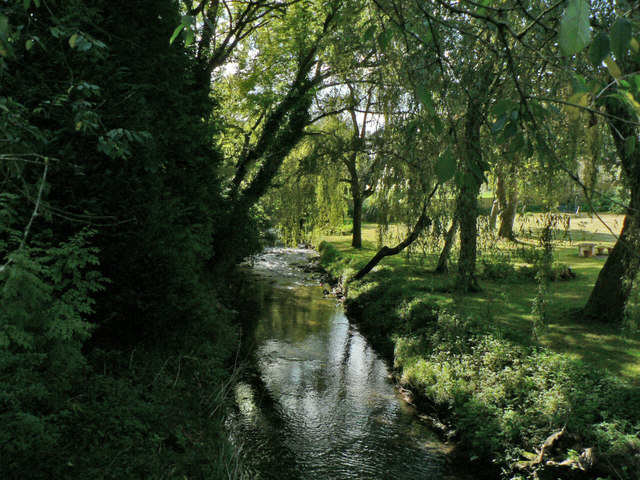
The Nant
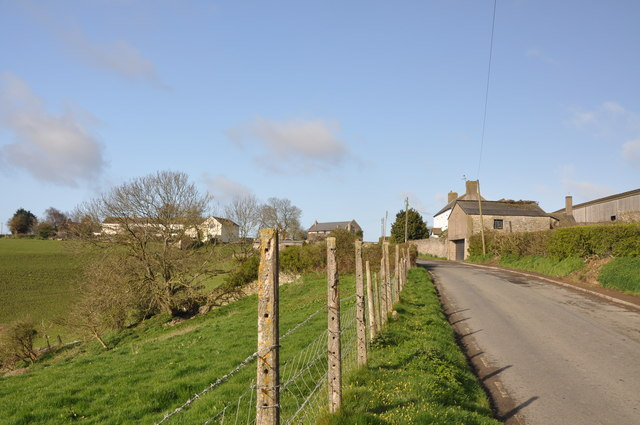
Ortseinfahrt
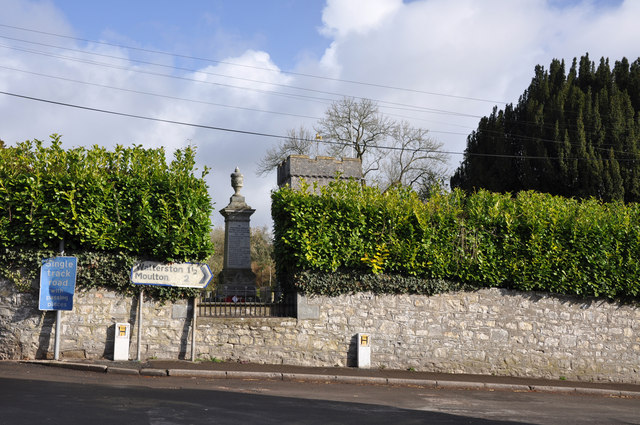
Kriegerdenkmal
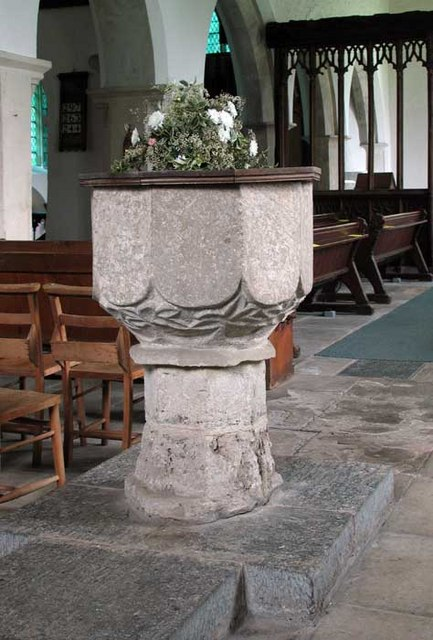
Taufbecken in der Saint Cadoc-Kirche
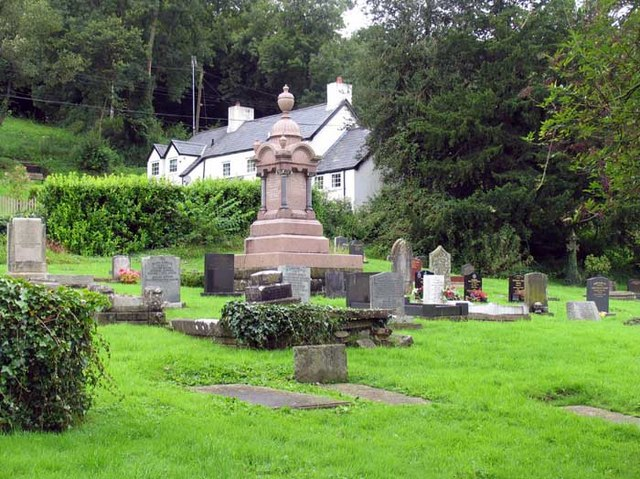
Friedhof